# Розширення Всесвіту

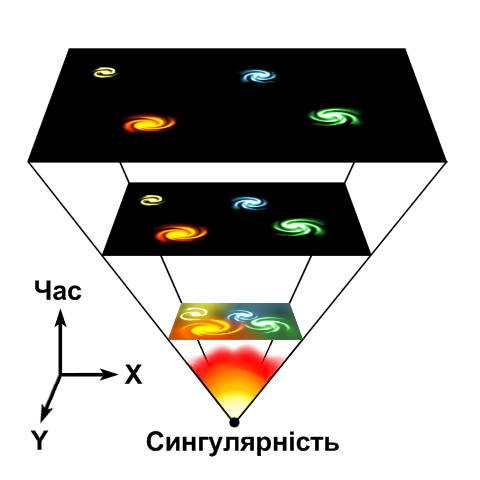
Розширення Всесвіту

Розширення Всесвіту — явище, що складається в майже однорідному і ізотропному розширенні космічного простору в масштабах усього Всесвіту.

## Історія
Експериментально розширення Всесвіту проявляється у вигляді виконання закону Габбла, а також багатьма іншими шляхами. Всесвіт розширюється з початкового надщільного і надгарячого стану — так званого «Великого вибуху». Чи є початковий стан сингулярним (такий висновок дає класична теорія гравітації — загальна теорія відносності) чи ні — активне дискусійне питання, надію на його вирішення має дати розробка квантової теорії гравітації.
Теоретично явище було передбачене і обґрунтовано Олександром Фрідманом на ранньому етапі розробки загальної теорії відносності із загальнофілософських міркувань про однорідність і ізотропність Всесвіту.
Попри існування альтернативних теорій гравітації, загальна теорія відносності, яка була опублікована Альбертом Ейнштейном в 1916 році, є загальноприйнятою в сучасній фізиці. Вона знайшла застосування в фізичній космології, яка пояснює еволюцію Всесвіту. Висновки теорії підтверджені низкою експериментальних спостережень. Однак, на відміну від спеціальної теорії відносності, спроби об'єднання загальної теорії відносності з квантовою механікою з побудовою теорії квантової гравітації досі (станом на липень 2023) не мали успіху.
Стівен Гокінг у своїх роботах так відгукувався про відкриття цього явища:
|                                | Відкриття того, що Всесвіт розширюється, стало однією з головних інтелектуальних революцій XX століття. Озираючись у минуле, залишається хіба дивуватися, чому ніхто не додумався до цього раніше. |
| — Стівен Гокінг, Теорія всього | |

## Сучасні погляди
В той же час, теорія Ейнштейна про розширення Всесвіту може бути помилковою. Принаймні, це формулювання стало основною ідеєю нового дослідження вчених Женевського університету, опублікованого наприкінці червня 2023 року у науковому виданні Classical and Quantum Gravity. 
Згідно повідомлення дослідників, вони поглянули на космос крізь нову лінзу і виявили, що, можливо, Всесвіт все-таки не розширюється. Давні теорії припускають, що червоне зміщення, яке є розтягуванням світла до більш червоного кінця спектра, є ознакою того, що Всесвіт постійно розширюється, віддаляючи об’єкти від нас. Крім того, останні дослідження показали, що швидкість розширення Всесвіту стає швидше. Цей процес часто позначають як космологічну постійну. Однак ця концепція була проблематичною з тих пір, як Ейнштейн вперше її описав, оскільки спостереження просто не збігаються з прогнозами астрономів і астрофізиків щодо того, як швидко повинен розширюватися Всесвіт. Таким чином, деякі вчені припускають, що можуть існувати інші частинки або сили, які можуть пояснити дану розбіжність.
Замість того, щоб покладатися на цю космологічну константу, вчені, які провели дослідження, зазначають, що оригінальна теорія Ейнштейна про те, що Всесвіт плоский і статичний, могла насправді бути правильною, і це могли бути частки, що змінюють масу, а не галактики, які віддаляються від нас у міру розширення Всесвіту. Нова теорія значною мірою спирається на темну матерію, яка, як вважають, становить 80 % маси Всесвіту, діючи як аксіонне поле. Аксіонне поле — це гіпотетична частинка, яку багато хто вважає найкращим вибором для ідентичності темної матерії. Астрономи шукають її, але ще не знайшли. Хоча ця нова теорія може здатися дещо нестандартною, особливо з огляду на те, наскільки загальновизнаною є  теорія Всесвіту, що розширюється, цілком можливо, що вона може дати відповідь, яку довгий час шукають астрономи.